# Select Architect (software)
Select Architect neboli SCA od společnosti Select Business Solutions, Inc. je CASE nástroj určený pro objektově orientovaný vývoj aplikací ve vícevrstevné architektuře.
Software je známý pod zkratkou SCA, protože jeho původní název byl Select Component Architect, než byl ve verzi 7.0 přejmenován na Select Architect.

## Využití
Select Architect se používá pro 
- strategické firemní modelování (Business Motivation Modeling, BMM),
- modelování procesů (BPM),
- vývoj služeb a komponent (CBD),
- rychlý vývoj aplikací (RAD),
- vývoj v jazyce UML a také pro
- návrh databází.